# District de Tskhinvali

Localisation du district de Tskhinvali

Le district de Tskhinvali (en géorgien : ცხინვალის რაიონი, ossète : Цхинвалы район, russe : Цхинвальский район) est un district (raion) d'Ossétie du Sud. 

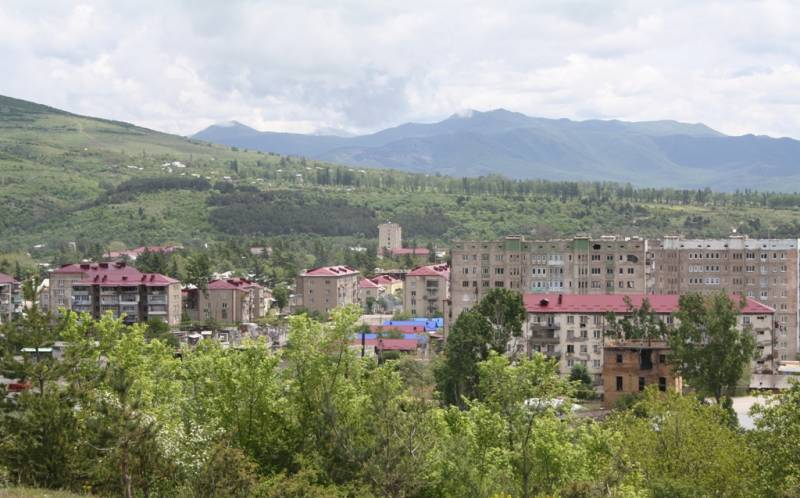
Ville de Tskhinvali

Sa superficie est de 695 km² et sa population est de 18 000 habitants pour une densité de 25,9 habitants / km².
Il est situé dans le centre de l'Ossétie du Sud.